# UHC Sparkasse Weissenfels
UHC Sparkasse Weissenfels er en floorballklub fra tyskland, der spiller i den bedste tyske række, Bundesligaen. Klubben blev stiftet i 1999 efter en lokal sportsfest, hvor spillet var blevet mødt af begejstrede spillere fra bl.a. ski- og friluftssportsverdenen. Klubben er en af de mest succesfulde i tysk floorball og har vundet det tyske mesterskab for herrer 6 gange (pr. 2008).